# NGC 53
NGC 53 je spirální galaxie vzdálená od nás zhruba 248 milionů světelných let a nacházející se v souhvězdí Tukana. Ve středoevropských zeměpisných šířkách není pozorovatelná.